# Rohrbacher Straße

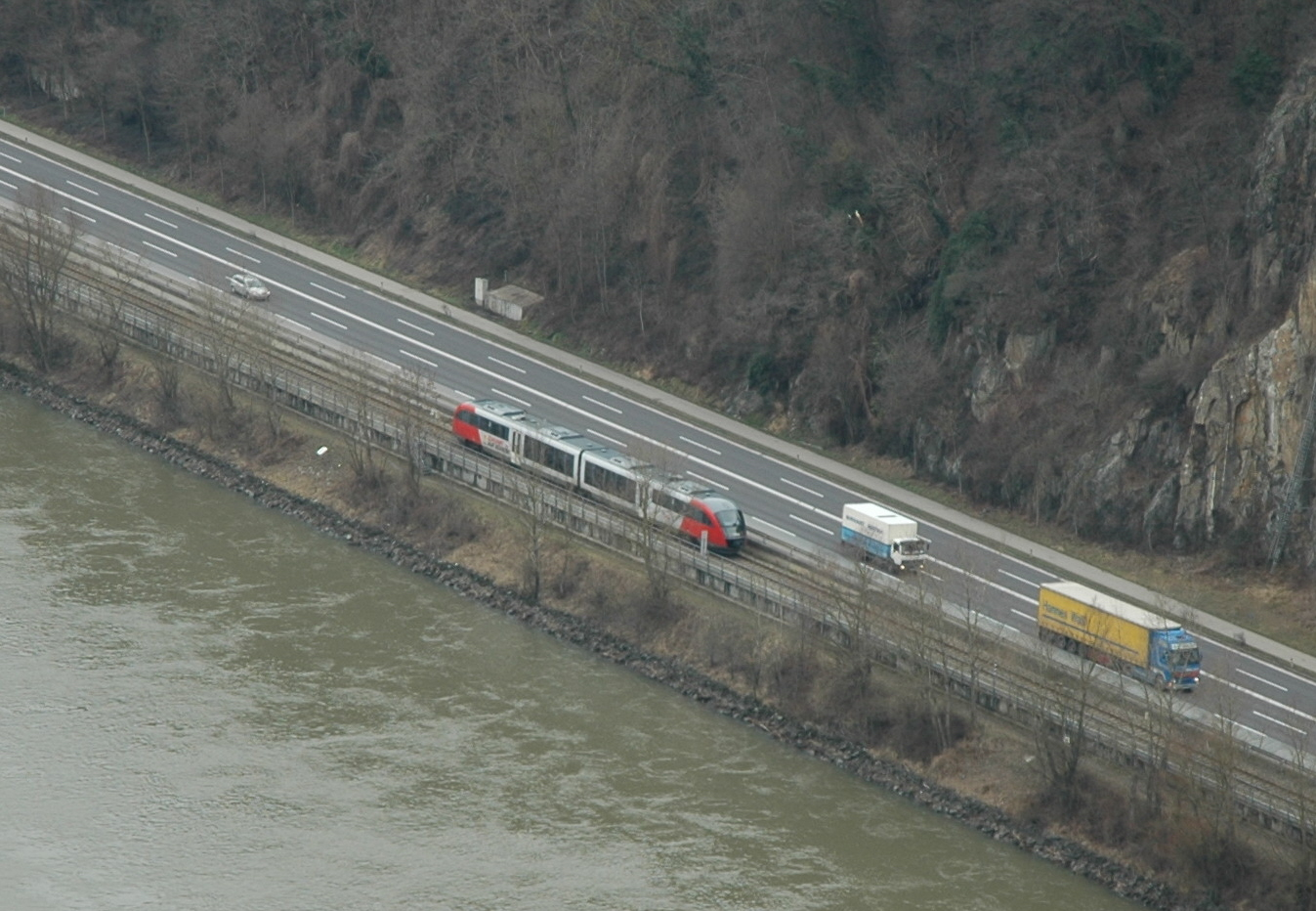
Die Rohrbacher Straße neben Donau und Mühlkreisbahn zwischen Linz und Puchenau

Die Rohrbacher Straße (B 127) ist eine Landesstraße in Österreich. Sie hat eine Länge von 51 km und führt von der oberösterreichischen Landeshauptstadt Linz durch das Mühlviertel nach Aigen im Mühlkreis im äußersten Nordwesten des Bundeslandes. Sie ist die Hauptverbindungsroute vom Oberen Mühlviertel in den Zentralraum.
Die ersten Kilometer führt die Rohrbacher Straße an der Donau entlang, ehe sie sich – der Mühlkreisbahn folgend – nach Nordwesten wendet. Ab Rottenegg verläuft sie über den Saurüssel unmittelbar neben der Bahntrasse. Bei Altenfelden ändert sie abermals ihre Richtung und führt nun bis zu ihrem Ende Richtung Norden. Zunächst führt sie an der namensgebenden Stadt Rohrbach in Oberösterreich vorbei, bevor sie am Fuße des Böhmerwaldes – nahe der Staatsgrenze nach Tschechien – endet.

## Geschichte
Die Krumauer Straße – die nach der böhmischen Stadt Krumau benannt wurde – gehört zu den ehemaligen Reichsstraßen, die 1921 als Bundesstraßen übernommen wurden. Bis 1938 wurde die Krumauer Straße als B 50 bezeichnet, nach dem Anschluss Österreichs wurde die Krumauer Straße bis 1945 als Teil der Reichsstraße 341 geführt. Nach 1945 wurde die grenzüberschreitende Straßenverbindung unterbrochen.
Seit dem 1. September 1971 endet die Rohrbacher Straße in Aigen, weil nach dem Bau des Stausees Lipno keine durchgehende Straßenverbindung nach Böhmen mehr möglich ist.
Mit der Errichtung der Linzer Autobahn A26, welche im Jahr 2031 fertiggestellt werden soll, bekommt der Bezirk Rohrbach und der westliche Teil des Bezirkes Urfahr-Umgebung eine Anbindung an das Autobahnsystem. Die B127 wird dann mit der Auffahrt Donau Nord mit der A26 verbunden. Dadurch wird erhofft, dass die hohe Verkehrsbelastung der Rudolfstraße am Anfang der Stadt Linz abnimmt.

## Sonstiges
Zur Verkehrsentlastung wurde 1998 der Busfahrstreifen der Straße in Puchenau Richtung Linz auch für Autos mit drei oder mehr Insassen freigegeben. Jährlich würden so volkswirtschaftlich rund 270.000 Euro aus 60.000 Personenstunden Fahrzeitgewinn und Reduktion der CO2-Emission eingespart.
Die B127 beinhaltet die derzeit höchste Brücke Oberösterreichs. Die Neufeldner Brücke mit einer Höhe von 100 Metern wurde zusammen mit der Neufeldener Ortsumfahrung im Jahre 1992 für den Verkehr freigegeben.